# ズィーリー朝 (スペイン)

ズィーリー朝

1037年頃の領域

ズィーリー朝は、イベリア半島南部に位置するグラナダを首都としたイスラム教徒によるタイファ（小王国）の王朝（1013年 - 1091年）。コルドバを首都としていた後ウマイヤ朝が衰えた後、ズィール朝の一族が1013年にグラナダを中心として、当時のアル・アンダルス地方にてグラナダ王国（Taifa de Granada）を形成し、タイファ諸国の一つとなった。

## 歴史

### 初期・建国時期

#### ザウィ・ベン・ジリの時代（1013年-1019年）
バヌ・ジリ（ズィーリー）（Banu Ziri）一族はベルベル人で、北アフリカのイフリーキヤ（現在のチュニジアを中心とする広範な地域）からの流れであり、アルジェリアの山岳地帯が発祥の地である。ザウィ・ベン・ジリ（Zawi ben Ziriは、カリフ・ファタミの将軍の息子として、北アフリカのAchirに生まれた。彼に率いられたズィーリー一族はいつのころか明確ではないがアル・アンダルスに渡ってきて、アルマンスールのもとで傭兵として働いた。その後、彼はアルマンスールの軍の将軍の一人となり、後ウマイヤ朝の高官となった。
アルマンスールが1002年に死去すると、アル・アンダルスは内戦状態になった。ザウィ・ベン・ジリは一族を率いて1013年にエルヴィラ（またはイルビラ）を中心地とする地域を支配下に置き、タイファ（小王国）を形成しエミール（統治者）と称した。しかし、エルヴィラの町は防衛が難しい場所にあったため、彼は中心地を近くのガルナタ（現在のグラナダ）に移した。グラナダには2つの川があったことも有利であった。あるいは、一族間の何らかの問題で移動した可能性もある。ここには先住民がいたが、人々は1010年から1025年ごろの期間に移り住んだといわれる。現在のアルバイシン区のあたりから定住が始まり、徐々に市街地は拡大していき、一時は4,000戸があったとされている。
1019年、ザウィは出身地である北アフリカのイフリーキヤの政権で、国王が死去し、その後継者が未成年であったことの知らせを受け、政権を引き継ぐつもりでグラナダを離れた。この決断により、グラナダの王位は甥のハブス・ベン・マクサンのものとなった。彼は後にアルジェで当地の王によって毒殺された。　

##### ハブス・ベン・マクサン治世（1019年-1038年）
ハブス・ベン・マクサン（Habús ben Maksan）は叔父が去った後、グラナダにて権力を持っていたイスラム法判事の助けにより、叔父の息子達を退けて王の位置を獲得した。その治世には、グラナダ小王国は政治的、文化的、経済的に大きく発展し、その中でユダヤ人サムエル・ベン・ナグレラが大きな役割を果たした。1030年、彼は宰相に任命され、1057年に亡くなるまで徐々に王国の真の支配者となった。この時期、タイファの領土は北に広がっていった。

### 最盛期

#### バディス・ベン・ハブスの治世（1038年-1073年）
ハブス・ベン・マクサンの王位は息子のバディス・ベン・ハブス（Badis ben Habús）によって継承されたが、グラナダの宮廷の一部は甥のヤダイル・ベン・フバサ（Yaddair ben Hubasa）を支持し、王位奪取の陰謀を組織した。しかし、この陰謀は宰相サムエル・ベン・ナグレラによって新王に伝えられ失敗し、新王の立場を強めるものになった。
1038年、バディス・ベン・ハブスと東側に隣接するアルメリア小王国（Taifa de Almería）の王ズハイル（Zuhair）との対立により、王はアルメリア小王国の領土の一部を占領した。翌年には、西に隣接するマラガ小王国（Taifa de Málaga）、バダホス小王国 （Taifa de Badajos）と連合して、セビリア小王国（Taifa de Sevilla）の王アブ・ウル・カシム（Abú ul Cásim）をエシハ（Écija）で破り、セビリア小王国の拡張主義的野望を阻止した。
1057年、王はマラガ小王国を征服し自分の王国に併合して、長男のブルッギーン・ベン・バディス（Buluggin ben Badis）を総督に据えた。しかし、彼は1064年、父サムエルの後を継いで宰相となったヨセフ・ベン・ナグレラ（Joséf ben Nagrela）の命令で毒殺され、父の後を継いでグラナダのタイファ王となることはなかった。長男の死により、次男のマクサン・ベン・バディス（Maksan ben Badis）が王位継承者となったが、再び宰相ヨセフ・ベン・ナグレラの陰謀により、マクサンはハエンへ追放され、そこで独立を宣言した。
ヨセフはバディス・ベン・ハブス王に対する陰謀を続け、1066年、アルメリア小国王ムハンマド・ベン・マーン・アル・ムタシン（またはアルモタシン、Abu Yahya Muhámmad bin Ma‘n bin Sumádih al-Mu‘tásim bi-l-Lah ）に内通し、グラナダを占領させるという計画をした。彼は隣国の王に働きかけて王になりたい野望があった。この陰謀は民衆の耳にも届き、民衆は蜂起して、宰相ヨセフと街のユダヤ系住民のほとんどを殺害した。このときは約1,500戸、4,000人が1日にして殺害されたという。一部の者は、逃れることができた。
宰相ヨセフの死後、宰相職はアラブ人のアル＝ナヤ（Al-Naya）、そして彼の暗殺後はモサラビのアブ＝ル＝ラビ（Abu-l-Rabí）が相次いで務めた。彼はバディス・ベン・ハブス王をうまく操って、既にセビリア人にハエンを奪われ、トレド小王国に身を寄せていた息子のマクサンではなく、孫のアブドアッラー・ベン・ブルッギーン（Abd Allah ibn Buluggin）を後継者に任命するようにさせた。

### 衰退と滅亡

#### アブド・アッラー・ベン・ブルギーンの治世（1073年-1090年）
1073年にバディス・ベン・ハブス王が死去し、息子のマクサンが後継者として排除されたため、王位継承権を争ったのは孫のタミム（Tamim）とアブド・アッラー（Abd’ Allah ben Buluggin）の2人であった。王位を継承したのはアブド・アッラーで、その理由は、当時の宰相にとって年齢の若いほうが扱いやすかったからであるという。
その上、兄タミムはマラガに居住していたことでグラナダの王位獲得ならず、マラガに差し向けられた（治世：1073年-1090年）。このため、当時はズィーリー家の2人が2つの王国を保っていたことになる。アブド・アッラーの治世は、カスティーリャ・イ・レオンのアルフォンソ6世とセビリャのタイファ王アル・ムタミドの両方からの圧力のもとで始まった。アブド・アッラーは、カスティーリャ・イ・レオン王への保護のための貢納金（parias）の支払いを拒否した折にセビリア王と手を組んだ。
1082年、グラナダ小王国は、前述のタミム・ベン・ブルギン（兄）の治めるマラガ小王国から新たな侵略を受けた。アブド・アッラーは強力な軍隊を組織し、多くの城を占領した後マラガの町を包囲し兄に許しを請わせ、マラガの領土の一部を奪った。
1085年、アルフォンソ6世がトレドを占領したことで、グラナダのアブド・アッラーとセビージャ、バダホスの諸王はムラービト朝（アルモラヴィッド朝、Almorávides）の助力を要請した。ムラービト朝のアミール（将軍）ユースフ・イブン・ターシュフィーンは1086年、アルヘシラスを経由してイベリア半島に上陸し、北上してサグラハスの戦い（Zalaca、現在はエクストレマドゥーラ州バダホス県）でアルフォンソ6世を破った。この勝利の後、ムラービト朝は紛争が絶えないタイファ諸国の弱体化を目の当たりにし、タイファ朝と対立、1090年にグラナダを征服した。これがグラナダにおけるズィーリー朝4代の終焉となった。
その後2人は囚人として、北アフリカのモロッコの2つの地方に送られた。アブド・アッラーはAgumatに置かれ、ここで回顧録を記した。これは後世の歴史家によって、モロッコの第3の都市フェズ（Fez）にある現在のカラウィーイーン大学（あるいはモスクと呼ばれる）で発見された。これは始めと終わりの部分が欠落している5つの章から成るもので、当時の様子を知る貴重な手がかりとなった。これは王朝の歴史や内容が書かれており、王の行動の理由づけがされている。また、彼自身を模範的な統治者、よきイスラム教徒としており、この著は王の博識ぶりを示すものになっている。一方、兄タミムは南部のSusに送られたが、その後の様子は知られていない。

## 歴代君主
歴代君主はイスラーム圏で「将軍」を意味する「アミール」を名乗り、グラナダを支配した。
- ザウィ・ベン・ジリ：1013年-1019/20年
- ハブバス・アル＝ムザファル：1019/20年-1038年
- バディス・ベン・ハバス：1038年-1073年
- アブド・アッラー・イブン・ブルギーン：1073年-1090年 ズィール朝4代目で最後の王。
  - アルモラヴィド帝国の支配：1090年-1145年
- アブ・ジャファル・アフマド「ザファドラ」：1145年
  - アルモハード帝国へ：1145年-1237年